# Rachel Nichols

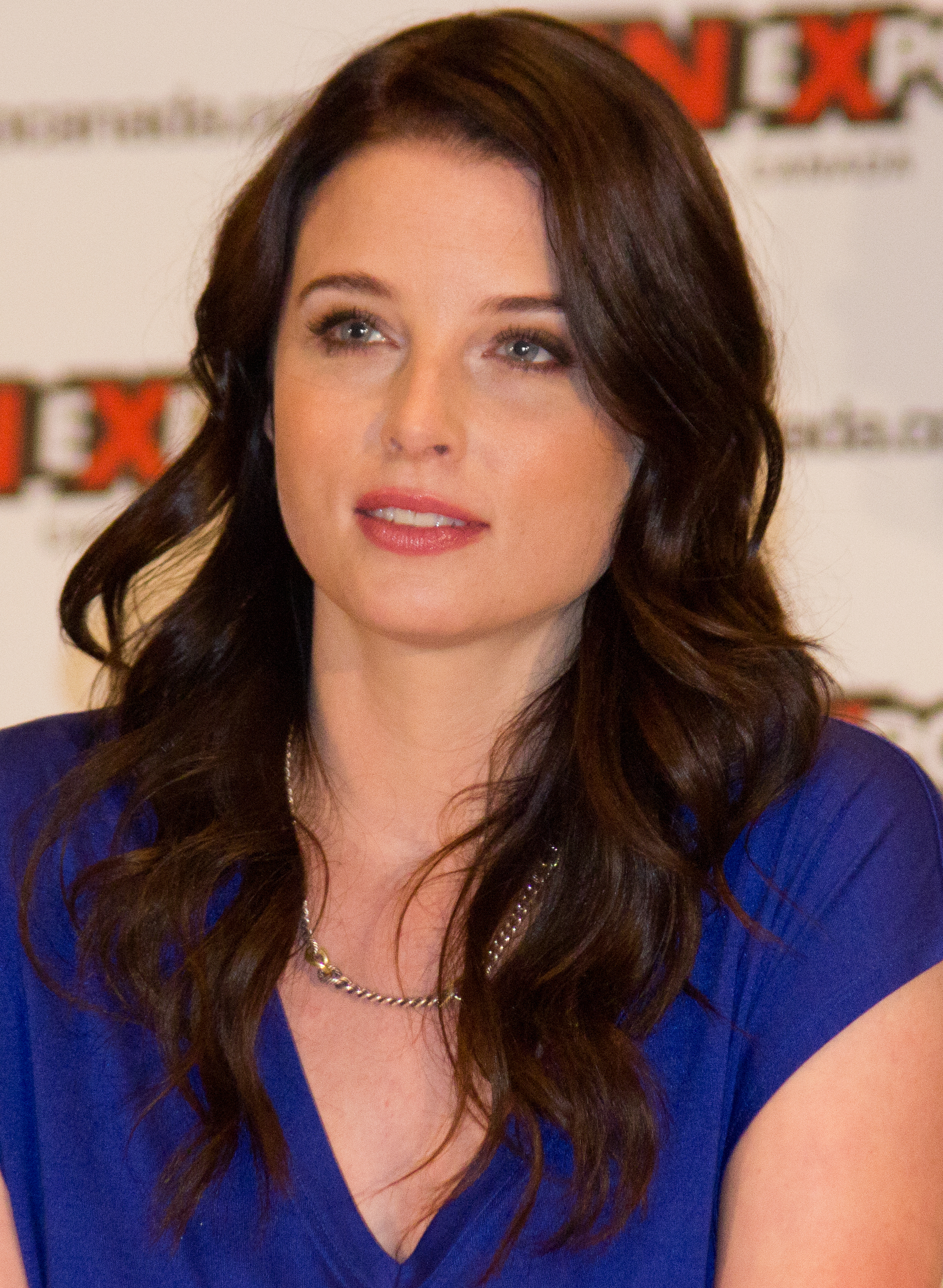
Rachel Nichols (2012)

Rachel Emily Nichols (* 8. Januar 1980 in Augusta, Maine) ist eine US-amerikanische Schauspielerin, Filmproduzentin und Model. Bekannt wurde sie für ihre Darstellung der CIA-Agentin Rachel Gibson in der fünften und letzten Staffel der ABC-Fernsehserie Alias – Die Agentin.

## Leben und Karriere
Rachel Nichols wuchs in Augusta auf, wo sie die Cony High School besuchte. Nach dem Abschluss begann sie als Model zu arbeiten und belegte Schauspielkurse an der Columbia University. 2002 begann sie ihre Schauspielkarriere.
Zuerst trat Nichols in verschiedenen Fernsehserien in kleineren Rollen auf. Ihre erste Rolle war die einer Orgien liebenden Kellnerin in einer Folge von Sex and the City im Jahr 2002. Im gleichen Jahr bekam sie ihre erste Rolle in einem Kinofilm. Sie spielte die Rolle der Jessica in Dumm und dümmerer und schloss ihr Studium erfolgreich ab. Danach erhielt sie Rollen in der Serie Line of Fire und den Horrorfilmen Amityville Horror – Eine wahre Geschichte und The Woods. Nach einem Auftritt in der wenig erfolgreichen Fox-Serie The Inside im Jahre 2004 trat sie von Herbst 2005 bis zum Ende der Serie in Alias – Die Agentin auf. Von 2010 bis 2011 stellte sie die Ashley Seaver in der Krimiserie Criminal Minds dar. 2012 übernahm sie neben Zoë Bell die Hauptrolle in Josh C. Wallers Action-Horrorfilm Raze.
Von Mai 2012 bis Oktober 2015 spielte sie als Kiera Cameron die weibliche Hauptrolle in der Science-Fiction-Serie Continuum. Weitere Film- und Fernsehrollen folgten. Ihr Schaffen umfasst mehr als 40 Produktionen.

## Filmografie (Auswahl)
- 2000: Es begann im September (Autumn in New York)
- 2002: Sex and the City (Fernsehserie, Episode 4x17)
- 2003: Dumm und dümmerer (Dumb and Dumberer: When Harry Met Lloyd)
- 2004: Debating Robert Lee
- 2004: A Funny Thing Happened at the Quick Mart
- 2005: Amityville Horror – Eine wahre Geschichte (The Amityville Horror)
- 2005: Shopgirl
- 2005: Mr. Dramatic
- 2005: The Inside (Fernsehserie, 13 Episoden)
- 2005–2006: Alias – Die Agentin (Alias, Fernsehserie, 17 Episoden)
- 2006: The Woods
- 2007: The Champ (Resurrecting the Champ)
- 2007: P2 – Schreie im Parkhaus (P2)
- 2007: Der Krieg des Charlie Wilson (Charlie Wilson’s War)
- 2008: Eine für 4 – Unterwegs in Sachen Liebe (The Sisterhood of the Traveling Pants 2)
- 2009: Star Trek
- 2009: G.I. Joe – Geheimauftrag Cobra (G.I. Joe: The Rise of Cobra)
- 2010–2011: Criminal Minds (Fernsehserie, 13 Episoden)
- 2011: Conan
- 2011: A Bird of the Air
- 2012: Alex Cross
- 2012–2015: Continuum (Fernsehserie, 42 Episoden)
- 2013: Raze – Fight or Die! (Raze)
- 2014: Tokarev – Die Vergangenheit stirbt niemals (Rage)
- 2014: Witches of East End (Fernsehserie, Episode 2x04)
- 2014: Rush (Fernsehserie, 4 Episoden)
- 2015: Chicago Fire (Fernsehserie, 6 Episoden)
- 2016: Inside
- 2016: Pandemic – Fear the Dead
- 2017: After Party
- 2017–2018: The Quest – Die Serie (The Librarians, Fernsehserie, 4 Episoden)
- 2018: Taken – Die Zeit ist dein Feind (Taken, Fernsehserie, Episode 2x10)
- 2018–2019: Titans (Fernsehserie, 5 Episoden)
- 2019: The Man in the High Castle (Fernsehserie, 5 Episoden)
- 2020: Anti-Life – Tödliche Bedrohung (Breach)
- 2021: Demigod – Der Herr des Waldes (Demigod)
- 2021–2023: A Million Little Things (Fernsehserie, 8 Episoden)
- 2024: The Inheritance
- 2024: Alert: Missing Persons Unit (Fernsehserie, Episode 2x03)